# Ciecierzyn (województwo lubuskie)
Ciecierzyn – kolonia w Polsce, położona w województwie lubuskim, w powiecie strzelecko-drezdeneckim, w gminie Strzelce Krajeńskie.
Miejscowość wchodzi w skład sołectwa Sławno.
W latach 1975–1998 przysiółek należał administracyjnie do województwa gorzowskiego.